# Sinodraconarius
Sinodraconarius es un género de arañas araneomorfas de la familia Agelenidae.

## Especies
- Sinodraconarius cawarongensis Zhao & S. Q. Li, 2018
- Sinodraconarius muruoensis Zhao & S. Q. Li, 2018
- Sinodraconarius patellabifidus (Wang, 2003)
- Sinodraconarius sangjiuensis Zhao & S. Q. Li, 2018
- Sinodraconarius yui Zhao & S. Q. Li, 2018